# Ciwulan
Ciwulan is een bestuurslaag in het regentschap Karawang van de provincie West-Java, Indonesië. Ciwulan telt 3328 inwoners (volkstelling 2010).